# Barque sortant du port
Barque sortant du port er en fransk stumfilm fra 1895 af Louis Lumière.